# Andreas Ellermann
Andreas Ellermann (* 1965 in Reinbek) ist ein deutscher Moderator, Entertainer und Sänger.

## Werdegang
Andreas Ellermann stammt aus einer Kaufmannsfamilie. In der Schule spielte er in einer Laienspielgruppe Theater und schrieb im Jugendalter das Theaterstück Ein Hamburger im Süden. Eine Schauspielausbildung brach er ab.

## Fernseh- und Radiomoderator, Entertainer und Sänger
Von 1998 bis 2000 moderierte Ellermann beim Alsterradio die Show Country Corner, danach bis 2004 die Country-Hitparade auf NDR 90,3. Später war er Moderator von TV-Sendungen oder wirkte in ihnen mit, unter anderem bei Club der guten Laune, Norddeutsche Hitparade, Wunderschöner Norden, Freut euch des Nordens, Große Hafenrundfahrt, DAS! und Die goldene Eins. Mit Heidi Kabel brachte er im Jahr 2000 das Album Eine Seefahrt, die ist lustig heraus. Daneben war er 2009 Moderator der Sendung Ellermanns Hafenbar und ebenfalls 2009 in der Wunschsendung Musik mit Bibel TV zu sehen. Seit 2014 moderiert er jeden Sonntag Abend auf Hamburg 1 das Magazin Ellermanns Welt.

## Privates
Von 2019 bis 2023 war Ellermann mit Patricia Blanco liiert, mit der er in der Reality-Sendung Promis Privat auf Sat.1 zu sehen war. Gemeinsam traten beide unter anderem auf dem YouTube-Kanal Ellermann Blanco auf. Im Mai 2023 trennten sie sich.

## Stiftung
Im Mai 2014 rief Andreas Ellermann eine nach ihm benannte Stiftung ins Leben, die Menschen unterstützt, die wegen ihrer körperlichen, geistigen und seelischen Lage auf Hilfe angewiesen sind. Es werden regelmäßig Spendengalaabende veranstaltet.